# Deadwood, South Dakota

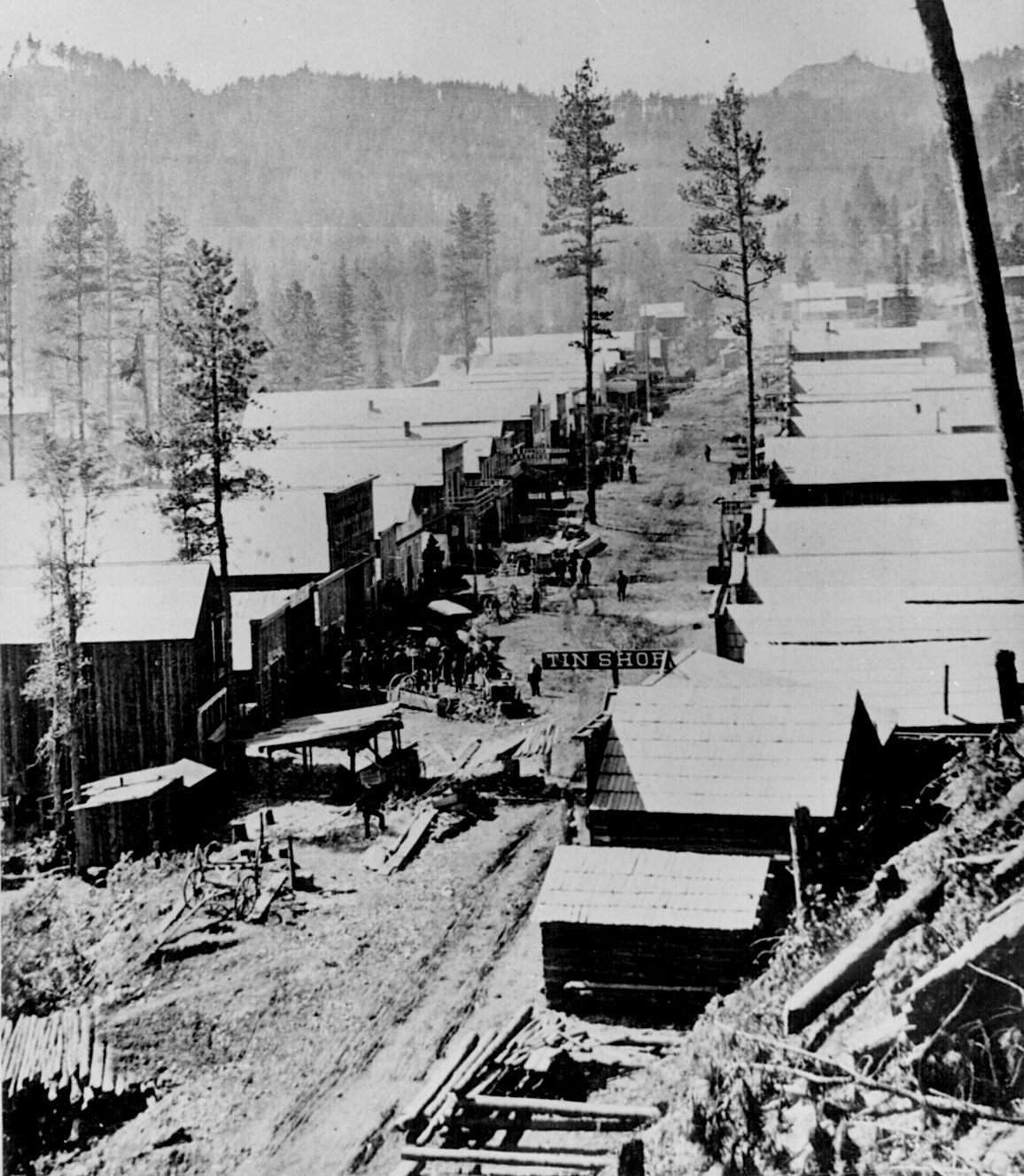
Huvudgatan i Deadwood 1876.

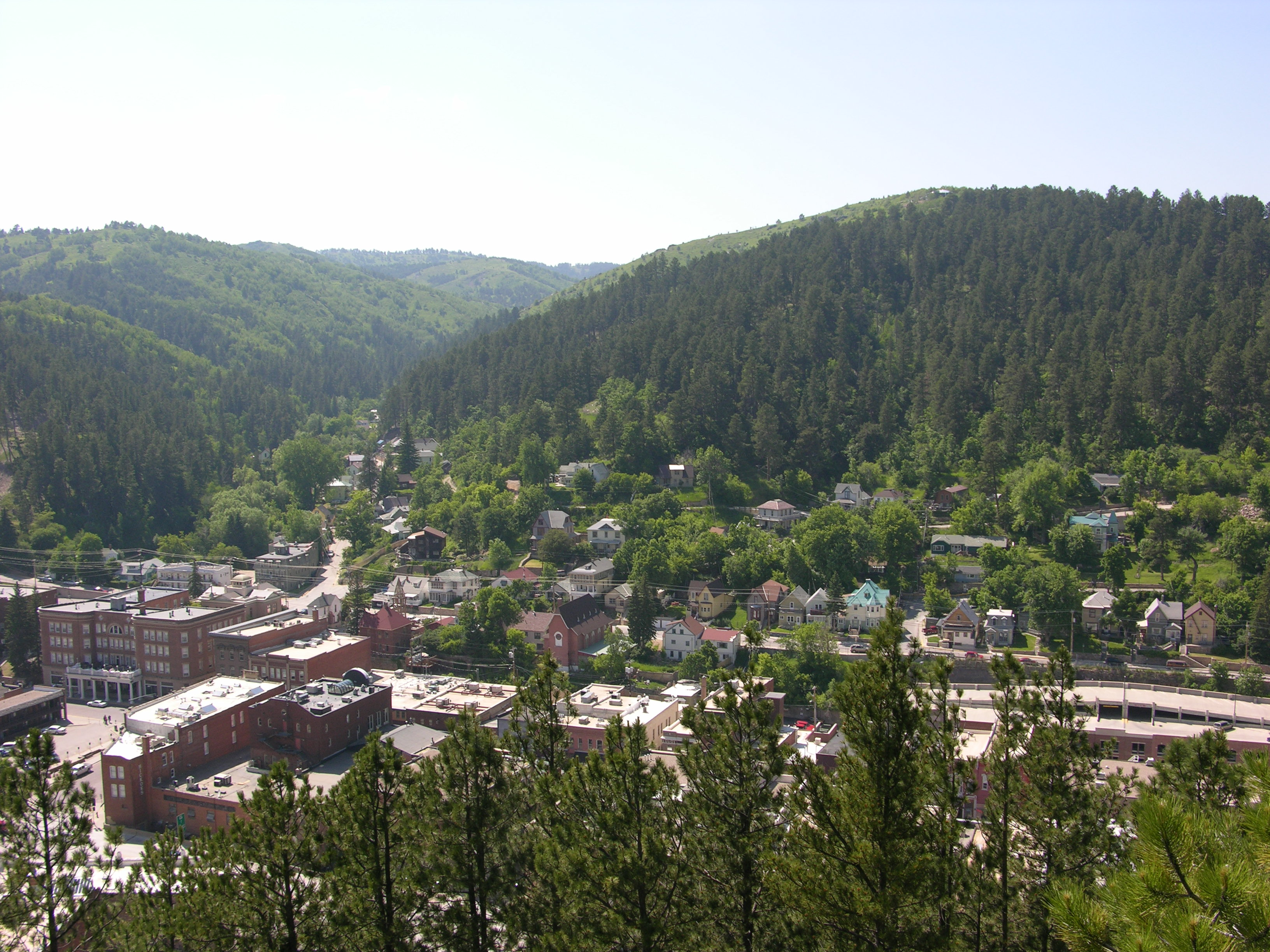
Deadwood 2008

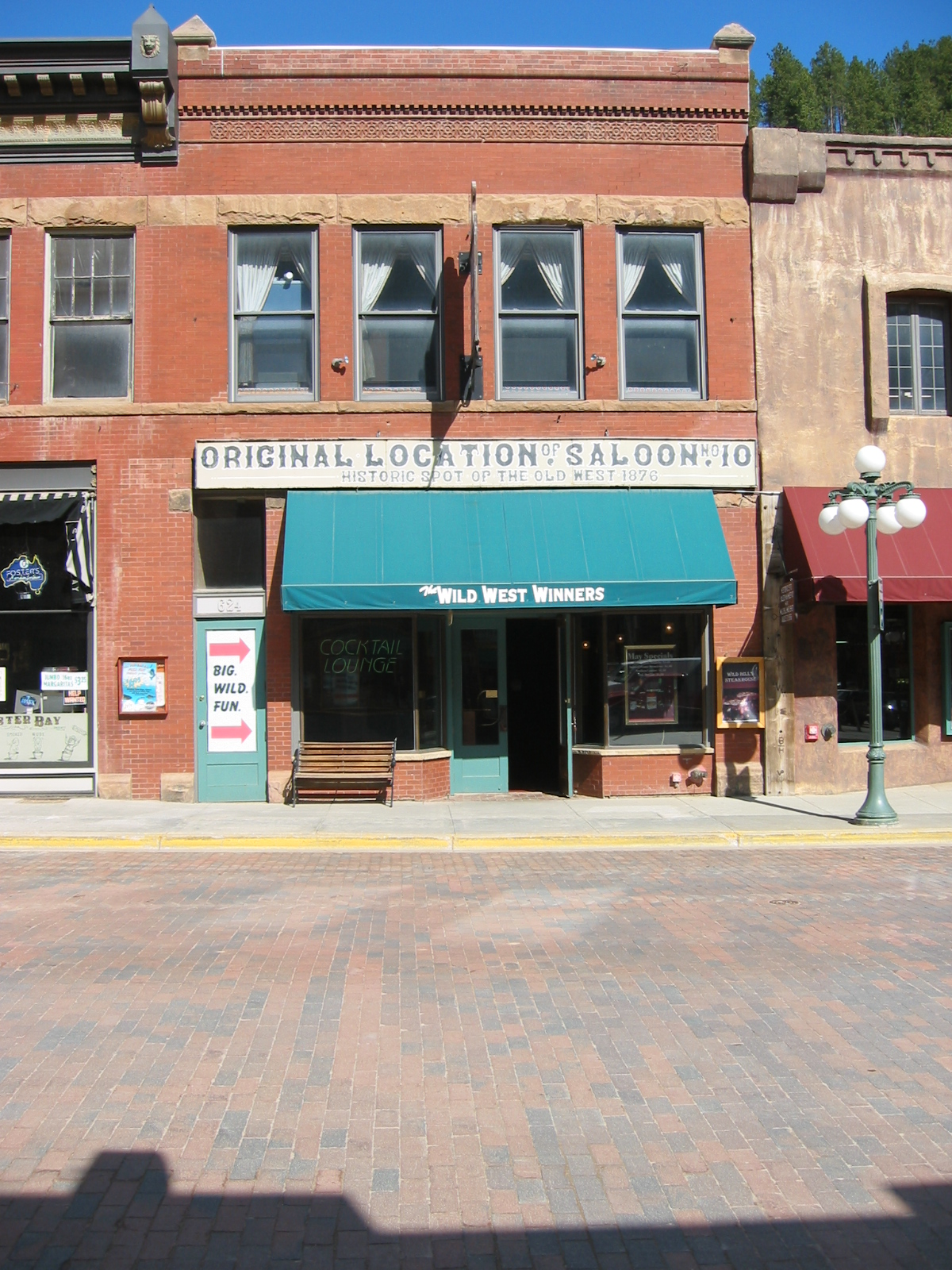
Trolig plats för saloonen Nuttal & Mann's, där Wild Bill Hickok sköts.

Deadwood är en stad och huvudsäte i Lawrence County, South Dakota, USA. Staden ligger cirka 50 km nordväst om Rapid City.

## Stadens historia
Deadwood var en liten laglös by som låg strax utanför lakota-indianernas heliga berg, Black Hills. 1868 undertecknades ett avtal att lakota-indianern skulle få behålla sitt territorium i South Dakota. Detta avtal bröts dock 1874 då general George Armstrong Custer fick i uppdrag att jaga iväg indianerna. När han kom tillbaka, utan att ha jagat iväg indianerna, rapporterade han om att det fanns guld i Black Hills, vilket ledde till en guldrush. Den lilla staden Deadwood som var känd för att ligga utanför lagens ramar (bland annat godtogs lagen Öga för öga, tand för tand), började nu att blomstra och hade snart en folkmängd på 5 000 invånare. Eftersom Deadwood byggdes upp mitt i ett indianterritorium ansågs det mycket farligt att färdas till och från staden.
Här ligger Mount Moriah Cemetery där bland andra Wild Bill Hickok och Calamity Jane ligger begravda.

## Välkända invånare
Revolvermannen Wild Bill Hickok var under slutet av sitt liv bosatt i Deadwood. Han blev 1876 mördad av en annan revolverman, Jack "Crooked Nose" McCall, medan han spelade poker på saloonen Nuttal & Mann's. Den pokerhand han hade vid mordet blev känd som Död mans hand.
Även Calamity Jane levde i Deadwood i stora delar av sitt liv. Hon ligger begravd på Mount Moriah-kyrkogården i Deadwood, tillsammans med Wild Bill Hickok.
Under den lokala guldruschen runt 1880 präglades staden även av salooner och bordeller. Bordellmadamer som Mollie Johnson och Dora Dufran blev färgstarka ingredienser i den ofta laglösa miljön.

## TV-serie
2004 producerades en TV-serie om staden, Deadwood skriven och producerad av David Milch. Serien utspelar sig mellan åren 1876 och 1877.